# Melocanninae
Melocanninae, je podtribus jednosupnica iz porodica trava (Poaceae), dio tribusa Bambuseae. Postoji oam rodova, a ime dolazi po rodu Melocanna.

## Rodovi
1. Melocanna Trin. in Spreng. (3 spp.)
2. Cephalostachyum Munro (14 spp.)
3. Pseudostachyum Munro (1 sp.)
4. Davidsea Soderstr. & R. P. Ellis (1 sp.)
5. Ochlandra Thwaites (13 spp.)
6. Schizostachyum Nees (71 spp.)
7. Stapletonia P. Singh, S. S. Dash & P. Kumari (3 spp.)
8. Annamocalamus H. N. Nguyen, N. H. Xia & V. T. Tran (1 sp.)